# Pseudoleistes virescens
Pseudoleistes virescens е вид птица от семейство Трупиалови.

## Разпространение
Видът е разпространен в Аржентина, Бразилия, Парагвай и Уругвай.